# Владимирская волость (Семёновский уезд)
Владимирская волость — историческая административно-территориальная единица Семёновского и Нижегородского уездов Нижегородской губернии Российской империи и РСФСР.

## Географическое положение
Располагалась на территории современного городского округа город Бор. Включала часть территории современного города Бор, а также юг Краснослободского, восток Ситниковского и большую часть Редькинского сельсоветов.
Граничила на севере с Юрасовской, на востоке и юго-востоке с Рожновской, на западе с Борской волостями. Граница на юго-западе проходила по руслу реки Волги, на противоположной стороне которой гранича с Ельнинской волостью (с 1912 года — с Печерской волостью).

## История
Образована после крестьянской реформы 1860-х годов из бывших поместий графского рода Зубовых в составе Семёновского уезда.
В 1918 году 2 населенных пункта (посёлки Моховые Горы и Фофановы Горы) были переданы в состав соседней Борской волости.
10 июля 1922 года перешла из Семеновского в Нижегородский уезд. 
Упразднена 17 апреля 1924 года в связи в передачей всех населенных пунктов в состав Борской волости.

## Административно-территориальное деление
Изначально делилась на 3 сельских общества: Владимирское, Мещерское и Сопчинское, каждое из которых включало в себя ряд селений. После Октябрьской революции на базе сельских обществ возникли сельские советы. 
| №п/п | Сельсовет    | Административный центр | Число населенных пунктов |
| ---- | ------------ | ---------------------- | ------------------------ |
| 1    | Владимирский | c. Владимирово         | 7                        |
| 2    | Мещерский    | д. Белоусово           | 10                       |
| 3    | Сопчинский   | с. Сопчино             | 13                       |

### Населенные пункты
Включала 32 населенных пунктов. 
| №  | Населённый пункт  | Тип населённого пункта       | Сельсовет             |
| -- | ----------------- | ---------------------------- | --------------------- |
| 1  | Бабино            | деревня                      | Сопчинский            |
| 2  | Белоусово         | деревня                      | Мещерский             |
| 3  | Боярское          | деревня                      | Сопчинский            |
| 4  | Бурнаково         | деревня                      | Сопчинский            |
| 5  | Владимирово       | село, административный центр | Владимирский          |
| 6  | Галкинский        | хутор                        | Мещерский             |
| 7  | Грязново          | деревня                      | Мещерский             |
| 8  | Елево             | деревня                      | Владимирский          |
| 9  | Заборье           | деревня                      | Владимирский          |
| 10 | Зименки           | деревня                      | Мещерский             |
| 11 | Зыково            | деревня                      | Мещерский             |
| 12 | Клюкино           | деревня                      | Сопчинский            |
| 13 | Колобово          | деревня                      | Сопчинский            |
| 14 | Костино           | деревня                      | Владимирский          |
| 15 | Куземино          | деревня                      | Сопчинский            |
| 16 | Моховые Горы¹     | посёлок                      | Мещерский             |
| 17 | Нуженка           | хутор                        | Мещерский             |
| 18 | Овечкино          | деревня                      | Владимирский          |
| 19 | Оманово           | деревня                      | Мещерский             |
| 20 | Осинки            | деревня                      | Сопчинский            |
| 21 | Пичугино          | деревня                      | Владимирский          |
| 22 | Редькино          | деревня                      | Сопчинский            |
| 23 | Собчинский Затон² | посёлок                      | Мещерский, Сопчинский |
| 24 | Синцово           | деревня                      | Сопчинский            |
| 25 | Собчино           | село                         | Сопчинский            |
| 26 | Тарасово          | деревня                      | Мещерский             |
| 27 | Трубниково        | деревня                      | Мещерский             |
| 28 | Тушнино           | деревня                      | Сопчинский            |
| 29 | Ульяниха          | деревня                      | Сопчинский            |
| 30 | Федяково          | деревня                      | Владимирский          |
| 31 | Фофановы Горы¹    | посёлок                      | Мещерский             |
| 32 | Шерстнево         | деревня                      | Мещерский             |

¹ — переданы в мае 1918 года в соседнюю Борскую волость;
² — передан в 1922 году из Мещерского в Сопчинский сельсовет.